# Vajdakite
La vajdakite è un minerale.